# 伝説の頭 翔
『伝説の頭 翔』（でんせつのヘッドしょう）は、原作：夏原武、漫画：刃森尊による漫画作品。『週刊少年マガジン』（講談社）にて、2003年34号から2005年33号まで連載された。全11巻。
2024年7月より、テレビ朝日系列にてテレビドラマが放送された。作画担当の刃森にとっては初の映像化作品となる。

## 概要
伝説の“頭”である翔（正体はいじめられっこの達人）が並居る「ギャング」「暴走族」「チーマー」をばったばったと倒していく痛快不良漫画。本作品では前作の「霊長類最強伝説 ゴリ夫」と異なり、敵役にギャングだけではなく高学歴のエリート（市長、校長、警察署長、学年成績トップなど）も登場するほか、インターネットやパソコンを敵視する描写が多いのも特徴である。

## 登場人物
演の項はテレビドラマ版のキャスト。

### 主要人物
山田 達人（やまだ たつひと）
演 - 高橋文哉
本作の主人公。伊集院翔の交通事故を目撃したことにより、1か月の間だけ、翔と入れ替わり、「グランドクロス」の頭（ヘッド=リーダー）となることに。普段は気弱であるものの、いざという時には肝の座った面を見せたりもするなど、本質的には正義感の強い性格の持ち主で、このことが幸いし、グランドクロスのほとんどのメンバーは、終盤に指摘されるまで、誰も達人の正体に気付けなかった。戦闘後は勃起して失神することが多い。山田達人の時のあだ名は「二酸化炭素」。なお翔と入れ替わっている間は、山田達人は行方不明として扱われていた様子である（最終回にて判明）。
最終話で久々に達人として登校し、周囲から冷やかされる中、自分をいじめていた不良の鮫洲を一撃で倒したことで周囲を唖然とさせ、何人かの不良達が舎弟にしてほしいと申し出る等、新たな伝説を作り始める。
必殺技は「伝説の右」。時折AV男優や宅配ピザ屋を自称することがある。なお「伝説の右」とは、具体的には右ストレートのことであり、殴られた敵の顔が上下または前後に180度回転するほどの威力を持つ。

伊集院 翔（いじゅういん しょう）
演 - 高橋文哉
本作におけるもう1人の主人公。関東最大の5,000人近くにのぼる暴走族、チーマー、ギャングの集合体「グランドクロス」の頭。事故で重傷を負ってしまうが、偶然目撃していた瓜二つの達人に、グランドクロスの頭と、喧嘩五輪の書を託す。また、かつては彼もいじめられっ子だった。
達人と人生交換をした理由は、「自分が入院していることがギャングたちにバレると抗争が勃発する恐れがあるから」とのことである。戦闘力は作中でも最強クラスであり、体力のない達人が多くの強豪と対等に戦ったり、さまざまな危機を乗り越えられるよう、アドバイスを送るなど、頭脳に関しても優秀である。
1度怪我が治って退院したが、喧嘩中の達人を庇って1発殴られた際に再び怪我を負い、再度入院する羽目に陥っている。後に松浪が、瀬山と東城のチームを率いてグランドクロス潰しを画策した際には、「仮面ライダー1号」を自称して参戦。松浪やそのメンバーを瞬く間に叩き潰し、瀬山と東城の二人を戦意喪失に追い込んだ。

### グランドクロス一派
大門 伝介
演 - 菅生新樹
翔の右腕であり、グランドクロスの副長。必殺技は砕けたヒザでの膝蹴り。東城との決闘において「『ヒザ』は壊れても…」「『ヒザ』蹴りになら使えるぜ!!」との台詞を残した。

ナオコ
演 - 井桁弘恵
本物の翔の彼女、関東屈指のレディース「紅」の頭で関東中の女子高生が道を開ける存在である。気の弱い妹とガリ勉の弟がいる。

桜井
演 - 中川大輔
新米グランドクロスでチームのパシリ的存在。彼の「翔さん知ってますか?」「翔さん大変です!!」から事件が始まることが多い。好きな女の子の写真に自分の写真を貼り付けて持ち歩く「変態」。

フジワラ
グランドクロス一の遊びの達人。

丸川
演 - 駒木根葵汰
グランドクロスの一員だが気が弱く嘘吐き。

黒田
演 - 田中偉登
グランドクロスの「怪物」、スキンヘッドの強面だが気は優しい。眠気覚ましのために自分の頭に釘を打ち込んでいた。テストの答案を盗んだカンニング容疑をかけられる。

吉田
グランドクロスの下っ端。翔や達人と同様にかつていじめられていた。グランドクロスに入って早々、レッドブリザードにやられてしまった。この一件が原因でグランドクロスとレッドブリザードは全面戦争に発展する。

伊原
翔の元相棒。グランドクロスの前身チーム時代、あるチームとの抗争で翔が約束を破ったため見捨てられたと思い、復讐しようとする。しかし真相は翔が先輩たちに伊原への加勢を止められて気絶させられたのだった。真相を知った伊原は翔（達人）と和解し、グランドクロスに入った。翔の相棒であったことからチームの重要人物になると思われていたが、その後は桃子の事件の話でのわずか3コマしかセリフがなく、いつの間にか登場すらしなくなっている。

北田 アツシ
グランドクロスの下っ端。顔は不細工で成績も偏差値一桁とかなり頭が悪く、喧嘩のときも後ろで大声出しているだけの雑魚。しかし正義感は強く、電車内で痴漢されていたちひろを助ける。

### 北総喧嘩隊
瀬山 真二
桂木和美をナンパしようとして桜井に殴られたギャング。このことが発端でグランドクロスと北総喧嘩隊は抗争に発展する。台詞は「じゃじゃ～～～ん　瀬山くんで～～す」。

瀬山 大護
演 - 金城碧海
“北総喧嘩隊”の頭で瀬山真二の兄。ドレッドヘアーと口の周りに待ち針を刺しているのが特徴的。性格は自己中心的で、邪魔ならば弟の真二であろうともぶん殴る。桜井を庇おうとした翔（達人）の平手が誤って顔にぶつかったことで顔面を複雑骨折しており、このため、達人が翔の偽者であるという噂を断固として信じておらず、また自分だけで翔を潰すことは不可能であると確信している。最後の決戦の際には、松浪と東城のチームと組んでグランドクロス潰しを行おうとしたが、達人の前に本物の翔が現れて松浪のチームを叩きのめした結果、ようやく真実に気付くことになり、戦意喪失した。

### ブラッドマフィア
東城 真（シン）
演 - カルマ
グランドクロスの隣接区を支配する「ブラッドマフィア」の頭。得意技は顎外し。
ポリシーは「勝つためには手段を選ばない」「弱い奴は切り捨てていく」「集団は負けたら意味が無い」。一見、クールに見えるが、存外頭に血が上りやすい性格をしている。
一応翔のライバル的存在らしいが、大門とタイマンを張ったりキヨトの部下になったりであまり扱いが良くない。終いには、サシで翔には勝てないと、松浪の部下になってグランドクロス潰しを行ったが、松浪たちをぶちのめした本物の翔に恐怖して身動きできなくなる。

### 笹目連合
鳴門
笹目連合の頭。かつてメンバーとバイクで暴走しているところ、翔が小学生の女の子を助けるために鳴門のバイクに体当たりして大火傷を負い、逆恨みして翔に復讐を誓う。

### 房走苦走会
「狂犬」金山
「房総苦走会」の「特攻隊長」。以前にグランドクロスと喧嘩をした際に金属バッドで20人を病院送りにして「カンカン」（鑑別所）送りになっていた。翔本人でもタイマンを張ると3回に1回は負けるほどの腕らしい。

### ホワイトローズ
“IQヘッド”早乙女
翔の敵役として登場。早乙女の握手は「死」のシェイクハンドらしいが、刃森にはあっさり忘れられた。翔（達人）に殴られて「このままじゃ終わらせねーぞ！」と言っておきながら結局最後まで登場しなかった。世の中は金が全てとの価値観を持つ。

森田
元グランドクロスで今はホワイトローズの下っ端をしている。早乙女の身代わりとして五芒星と喧嘩させられる。

### スカルヘッド
スカルヘッドの頭
名前は名乗っていないので不明。翔の正体が達人であることを知って、そのことを藤岡に言いふらしてグランドクロスを潰させようとした他力本願な男。最終的には藤岡に殴られてしまった。

### 白竜
藤岡
翔の親友。中学生のころから喧嘩は無敵で誰も近づいてこなかったが、翔とタイマンをして引き分けたことで意気投合する。スカルヘッドの頭を除けば、翔の正体が達人であることを最初に気づいた人物でもある。

### キヨト一派
キヨト
ライブドアの元社長、堀江貴文に似た人物。知り合いに有名な占い師がいるらしい（本人談）。金の力で暴走族やギャング団を買収し、グランドクロスと敵対するが、最後は山田達人の伝説の右により敗北。買収資金は、インターネット上でのアダルトサイト運営で調達していた。

門田
大門の幼馴染。パープルシーサーの頭。グランドクロスの味方だったが「俺はチームのみんながカワイイんです！」とキヨトに付くことを決める。その後、どうなったのかは不明。

### 松浪一派
松浪
作中終盤で、翔が本物ではないことを見抜いた、刺青を彫った坊主頭の不良。東城率いるブラッドマフィアや瀬山率いる北総喧嘩隊を味方につけ、本物の翔がいない隙を突いてグランドクロス潰しを画策。ナオコを人質にとるなど、卑劣の限りを尽くしていたが、本物の翔が現れた結果、形成はあっけなく逆転し、翔にぶちのめされた。

### 達人の関係者
鮫洲
達人をいじめていた不良。藤谷と一緒にいた達人をボコボコにし、「いいか、世の中の男には2種類しかいねーんだ…人の上に立つ男と下に立つ男。お前はいじめられるために人の下になるために生まれてきたんだよ」との台詞を残す。
最終回で再登場するが、久々に登校した達人に頭突きしようとして自爆し、怯んだ隙に達人の伝説の右を喰らい、逆上するもすぐに気を失って倒される。

藤谷 彩（ふじたに あや）
演 - 関水渚
達人の憧れている女の子。第一話で達人が格闘技をやっているという嘘を吐いたことで、鮫洲にボコボコにされた達人を見て「ウソツキ」と言い捨てて鮫洲たちに連れ去られた。

### その他
サトル
翔の一生涯のマブダチ。翔とは中学時代無敵のコンビを組んでいた。現在はサッカー部のエース。
ある日「グランドクロス」の集会で喧嘩をしたのが学校にばれ大会に出られなくなってしまう。
それを苦に屋上から飛び降り自殺を考えるが翔と校長の説得により心を入れ替える（結局大会には出られた）。字を見るとゲロが出る特異体質。巨乳の妹がいる。

桂木 和美
桜井に惚れられている女の子。

磯部
クラブ『サンタマリア』の支配人。高校時代に当時中学生だった翔の下っ端をやらされていたことで翔に復讐を誓っていた。

“サブゼロ”アヤ
サンタマリアで働く女子高生女王で好きなものは動物、嫌いなものはヤンキー。「サブゼロ」とは絶対零度という意味らしい。当初達人を嫌っていたが、最後には自分を助けてくれた達人に惚れる。連載中に再登場はしていない。本物の翔も彼女のことを狙っていたらしい。

黒人ガードマン
サンタマリアの入り口を守るガードマン。

ハンニバル
ペットショップの店員を3人入院させた凶暴なドーベルマン。

高野
武闘派ギャング「ブラックブリザード」の頭。過去にアヤと付き合っていたが自らの保身のために「赤龍」の幹部にアヤを差し出す。この事件が元でアヤはヤンキーが嫌いになった。

神尾
1番街のナンバーワンホストでヤクザ見習い。アヤを騙してAVを撮ろうとするが達人によって止められる。両胸には鯉の刺青を入れている。

校長
校長である自分に意見してくるサトルが以前から気に食わず、学校から追い出すチャンスを伺っていたらしい。
「高校生が校長に意見…?『“暴力”事件を起こした生徒は“使えない”んだよ』」などと言っていたが、自分の息子を翔に助けられたことで改心し、サトルに土下座をして「私が悪かった!!どうか大会に出て下さいませんか!!」と哀願した。なおサトルが追放されそうになった時に、サトルと同じ学校の生徒が追放に反対する署名活動を行ったが、署名の数が在校生の「過半数に2人足りなかったため署名は無効」となるところであったのを、翔に助けられた校長の息子とその妹が署名することによって、在校生の過半数になったというエピソードもある。

校長の息子
サッカーにひたむきに打ち込むサトルに嫉妬して彼を陥れようとするが、バイクに乗って怪我をした所を翔に助けられる。サトル追放反対の署名を行う。その時の大門の台詞が「あれ？校長さん過半数超えたぜ？」。

五芒星
通称「無差別喧嘩屋」「武道5人組」でどこにも属さず近隣の荒らしまわっている。達人をボコボコにするがグランドクロスの面々にやる気が失せて退散した。

カナコ
ムニュッ女。球技が苦手で突然飛んできたボールを避けようとしてムニュッする。最初は「カナコ」と名乗っていたが、次の話では「カスミ」と自己紹介し直している。

本郷 玲
黒田に惚れられた女。水泳部のエースで大企業の令嬢。ムニュッはなくパンチラのみ。なくしたペンダントを見つけてくれたグランドクロスに感銘し、テストの答案を盗んだ犯人探しに協力することになる。

青山
エリートその2。テストの答案を盗んだ犯人を黒田に仕立て上げ、グランドクロスを壊滅に陥れようとする。

学年成績トップの三井君
エリートその3。学年成績トップから落ちるのが怖くてテストの答案を盗んだ、刃森のエリート嫌いの被害者。校長いわく「いつも我が校に最大の寄付金をありがとう」。

黒田の親父
一代限りの伝説のグループ「銀虎」の総隊長、黒田虎之助。シャツから僅かに見える刺青だけで翔たちが正体を見破るほどに有名な存在らしい。「もし高校を退学になるようなら勘当だ」と黒田に言っておいて、学校に乗り込んで校長を殴って、「こんな学校…こっちから辞めてやるよ!!」と吼えた。

アイドルオタクのマニアの先輩
テレビ局でアルバイトをしている先輩。達人たちグランドクロスのメンバーは、この先輩の手引きでテレビ局に侵入した。また敵役のエリートが、電車内で居眠りをしている女子高生の下着を携帯電話のカメラで盗撮しているシーンを、テレビのニュース番組の中で流すことにも協力した。なおこの先輩が「アイドル」のオタクでマニアなのか、「アイドルオタク」のマニアなのか、いずれであるかは作品中では説明されていない。

## 書誌情報
- 原作：夏原武、漫画：刃森尊『伝説の頭 翔』 講談社〈講談社コミックス〉、全11巻
  1. 2003年12月17日発売[講 1]、ISBN 978-4-06-530272-9
  2. 2003年12月17日発売[講 3]、ISBN 978-4-06-363324-5
  3. 2004年2月17日発売[講 4]、ISBN 978-4-06-363342-9
  4. 2004年5月17日発売[講 5]、ISBN 978-4-06-363371-9
  5. 2004年7月15日発売[講 6]、ISBN 978-4-06-363403-7
  6. 2004年9月17日発売[講 7]、ISBN 978-4-06-363427-3
  7. 2004年11月17日発売[講 8]、ISBN 978-4-06-363454-9
  8. 2005年2月17日発売[講 9]、ISBN 978-4-06-363487-7
  9. 2005年4月15日発売[講 10]、ISBN 978-4-06-363513-3
  10. 2005年6月17日発売[講 11]、ISBN 978-4-06-363539-3
  11. 2005年8月17日発売[講 2]、ISBN 978-4-06-363564-5

## テレビドラマ
2024年7月19日から9月6日までテレビ朝日系「金曜ナイトドラマ」枠で放送された。主演は高橋文哉。

### キャスト（テレビドラマ）

#### 主要人物（テレビドラマ）
山田達人（やまだ たつひと）
演 - 高橋文哉（幼少期：田中悠貴）
危多漢闘に住む万年パシリのいじめられっ子。街スケの彩姐のファン。
街スケの彩姐の生誕祭を見届けた後に自殺を図ろうとしていたが、自身と瓜二つであった翔がバイク事故に遭い、彼が復帰するまで彼と入れ替わることとなる。

伊集院翔（いじゅういん しょう）
演 - 高橋文哉
グランドクロスの頭（ヘッド）。ナルコレプシーを患っている。バイク事故をきっかけに達人と入れ替わってからは、彼と同様に黒髪に染めている。

彩姐（あやねぇ） / 藤谷彩
演 - 関水渚（幼少期：林暖夏）
アイドルグループ「古くさい街角のスケ番ズ」のエース。達人の推し。レディース紅に所属していた過去があり、直子とは旧知の仲。
達人は小学校時代のクラスメイトで、達人と入れ替わった翔と出会うが、彼が達人と入れ替わっていることに気付く。

綾小路直子（あやのこうじ なおこ）
演 - 井桁弘恵
レディース紅の現総長で、翔の彼女。翔と2人きりになった際には態度が急変する。

#### グランドクロス（テレビドラマ）
大門伝助（だいもん でんすけ）
演 - 菅生新樹
副長。街スケのキョーコ先輩のファン。

桜井亮太（さくらい りょうた）
演 - 中川大輔
親衛隊長。

丸川敦（まるかわ あつし）
演 - 駒木根葵汰
幹部。元ヤンキーオタク。

黒田剛志（くろだ つよし）
演 - 田中偉登
特攻隊長。

亀井礼音（かめい れおん）
演 - 簡秀吉
グランドクロスの幹部メンバー。恋よりも友情と特撮を優先する。

小見田信造（こみた のぶつく）
演 - 石山順征
グランドクロスの幹部メンバー。末っ子的存在。

塚尾貞治（つかお ていじ）
演 - 三浦獠太
グランドクロスの幹部メンバー。教師志望。

#### 古くさい街角のスケ番ズ（テレビドラマ）
アイドルグループ。通称：街スケ。
キョーコ先輩 / 辻沢京子（つじさわ きょうこ）〈25〉
演 - 森香澄
リーダー兼マネージャー。スケ番はあくまでもキャラで、スタッフには腰が低い。

シッホー / 難波史帆（なんば しほ）
演 - 志田こはく
メンバー。毒舌キャラ。

サユリツン / 外町小百合（そとまち さゆり）
演 - 吉田伶香
メンバー。メンチクイーンと言われており、常にメンチを切っている。

#### スナック喫茶「紅」（テレビドラマ）
伊集院紅子（いじゅういん べにこ）
演 - 飯島直子
翔の祖母でレディース「紅」の初代総長。今は「紅」という名のスナック喫茶を営んでいる。翔と達人が入れ替わっていることは大門から事情は聞かされているため認知している。

霞可奈子（かすみ かなこ）
演 - 結城モエ
紅子が経営するスナック喫茶「紅」の従業員。かつて、レディース「紅」に所属。

#### 北総愚連隊（テレビドラマ）
原作では「北総喧嘩隊」。
瀬山大護（せやま だいご）
演 - 金城碧海（JO1）
総長。美しいものが大好きで、ナルシスト。

浅川守
演 - 葵揚
副隊長。
翔、瀬山、東城の三つ巴の際にはキヨトに金を積まれたことで瀬山を裏切り、3人をまとめて潰そうとするが、駆けつけた達人とグランドクロスのメンバーたちの介入によって中止し、瀬山の元に戻る。

#### ブラッドマフィア（テレビドラマ）
東城真（とうじょう しん）
演 - カルマ
ボス。得意技は圧倒的な握力を生かした「顎外し」。
達人が翔になりすましていることに気付き、危多漢闘中のヤンキーを一掃しようとするキヨトの下につく。だが、翔と瀬山の三つ巴の際に自分も的にされたことで手を切り、調査していたキヨトの容疑の証拠を警察にリークし、彼を逮捕させる。

西陣伊織（にしじん いおり）
演 - 浅野竣哉
ナンバー2。
翔、瀬山、東城の三つ巴の際にはキヨトに金を積まれたことで東城を裏切り、3人をまとめて潰そうとするが、駆けつけた達人とグランドクロスのメンバーたちの介入によって中止し、東城の元に戻る。

#### その他（テレビドラマ）
佐々木聖人 / キヨト
演 - 藤原大祐（第6話 - ）
ヤンキーを憎む謎の男。『街スケ』運営スポンサー。
翔と達人が入れ代わっていることや翔がナルコレプシーを患っていたことなどを調べ上げており、危多漢闘中のヤンキーを一掃しようと画策する。
ヤンキーに散々ひどい目に遭わされ、親にも見放されて家を追い出された後、持ち金でたまたま買った金が大当たりしたことで、その金でヤンキーたちに自分たちがクズであることを思い知らそうとしていた。
その後、暴行、傷害、殺人の教唆、違法薬物売買に詐欺などの容疑で逮捕された。

#### ゲスト（テレビドラマ）

##### 第1話
金山大房
演 - 犬飼貴丈
極悪卑怯王。以前、グランドクロス傘下の暴走族の総長だったが、グランドクロスの名前で極悪非道なことをしたため破門になっている。

小川銀一
演 - 斉藤天鼓
金山の舎弟。翔の名前を騙ってアテンド詐欺を働いている。

鮫洲深雄
演 - 髙橋里恩
達人をいじめている不良グループのリーダー格。翔を尊敬している。

松田、竹本、梅屋敷
演 - カルロス国際交流、石原秀和、小田直哉
街中で翔に挨拶してくるブラッディ・ナックルの松田、キラーGの三代目・竹本、梅ちゃん半殺し連合の梅屋敷。

小学生
演 - 吉田大駕

アテンド詐欺被害者
演 - 水戸雅、末廣拓也
マチスケに会える店だと小川に騙される若者たち。

ヤンキー
演 - 本田聡
鮫洲の仲間。

アテンド詐欺の女性
演 - 久保遥、りかてぃんガフ、あかね・ロドリゲス、あいこ
マチダスケコ、略して「マチスケ」と名乗る女性たち。

ナレーション
声 - 杉本るみ（第3話・最終話）

客
演 - 夏原武
「紅」の客。

##### 第2話
瀬山新二
演 - 池田匡志
大護の実弟。恵美を使って美人局をしている。

板垣恵美（いたがき えみ）
演 - 菊地姫奈
新二に惚れ込んでいる未成年女性。美人局の餌になっている。

海棠春治
演 - 福井俊太郎（GAG）
恵美に「いくら？」と声をかけた結果、新二から脅され続けているサラリーマン。

編集者
演 - 中村公隆
雑誌『令和芸能』の編集者。グラビア頁を餌に彩姐に近づこうとする。

ヤンキー
演 - 國枝新、阿邊龍之介
軍魔（ぐんま）に街スケの焼きまんじゅう屋限定グッズを買いに行った達人をカツアゲするヤンキー。

医師
演 - 山本啓之
翔と紅子に「この病気に根本的な治療法はありません」と告げる。

男性
演 - 大山雄史
恵美に声をかけ、美人局に遭いそうになった男性。

カメラマン
演 - LUCKMAN
キョーコ先輩のグラビアを撮影するカメラマン。

##### 第3話
上倉悟（かみくら さとる）
演 - 嘉島陸
剛志の中学時代のツレ。高校に入ってからは空手に打ち込んでいる。空手大会の代表に選ばれ、推薦での大学入試も決まっていたが、剛志との動画が流出して代表を取り消される。

ミラクル昼家（ミラクルひるや）
演 - 小久保寿人
ヤンキーだけの総合格闘大会”BAD ENDLESS”運営ディレクター兼マネージャー。新人発掘のため翔に会いにくる。

軒下汎
演 - 浦上晟周
悟の空手仲間。悟を空手大会の代表から外すためにヤンキーたちに依頼して彼を襲わせる。

空手道場師範
演 - 中野剛
悟が通う五十嵐空手道場の師範。動画が出回ったことで悟を破門する。

夜爪陸海空（よづめ きんぐ）
演 - しんじ（バオバブ）
”BAD ENDLESS”主催者。

千葉
演 - りょうちゃん（素晴らしき人生）（第5話）
”BAD ENDLESS”応募者。誰にでも吠えるのでチワワと呼ばれている。

大澄
演 - 奥村隆正
”BAD ENDLESS”応募者。顔のタトゥーは実はシール。

看護師
演 - 高崎かなみ
翔が入院している病院の看護師。

ヤンキー
演 - 渡邊由作、鈴木恒守
上倉を襲ったヤンキー。後に軒下からの依頼だったと白状する。

ファン
演 - 助川功星
街スケのファン男性。流出した写真を彩姐に見せ「本当の元ヤンなの？」と尋ねる。

レディース
演 - ブルドーザーヨシマ、みくる
彩姐が紅のレディースだったころ、一人でチョロついていたところを襲撃した。

女性
演 - 倉田ぷかぷか（江戸川ジャンクジャンク）
元紅のOG。アルバイトをクビになったことでむしゃくしゃして彩姐のレディース時代の写真を流出させた。

##### 第4話
高野莉緒（たかの りお）
演 - 羽音
誰にもこびないしなびかない、笑顔すら見せない女であることから、焼き入れした鋼をゼロ度以下で冷ますのと同様に男を凍りつかせるという意味で「サブゼロの莉緒」という異名が付いた女性。

神尾美鋭（かみお びえい）
演 - 濱正悟
Santa Maria Club支配人。元ホストで、女の子を騙して夜の街に沈める副業をしている裏のスカウトマンの顔を持つ。

藤原仁
演 - 横山涼
Santa Maria Clubのスタッフ。グランドクロス傘下のチームに所属している。

チャラ男
演 - 喜多貴幸
Santa Maria Clubで直子と莉緒をナンパするチャラチャラしたクズ男。ケツを触って直子に頭突きされる。

ヤクザ
演 - 関本柊
キヨトの部下。神尾に街を出ていくよう告げる。

ヤンキー
演 - 稲田崇光、齋藤雪弥
公園で莉緒をナンパし絡んでいた男性たち。現れた桜井がグランドクロスの人間だと気付き立ち去る。

男性
演 - 柊木智貴
莉緒に交際を申し込んで玉砕する。

男性
演 - 河田知也
莉緒にプレゼントを渡そうとして拒否される。

男性
演 - 太田湧大
莉緒に黙れと一喝される。

男性
演 - 川本龍輝
「この辺りを仕切ってる俺の女に」と莉緒にもちかけるが、「くせえ口閉じろ死ね」と拒否される。

女性
演 - 森山未唯
マンションの屋上から飛び降り自殺を図ったサユリツンの友達。

女性
演 - 中里ゆい
桜井を振ったあと宝くじに当たってジャンプする女性。

女性
演 - 杉本愛莉鈴
桜井を振ったモデルの卵。売れっ子になる。

##### 第5話
陣内響美
演 - 平野綾
危多南警察署・少年課の新任課長。ヤンキーを憎んでおり、ヤンキーの撲滅に情熱を傾ける。

村田源治
演 - 川瀬陽太
危多南警察署・少年課のベテラン巡査長。ヤンキーたちからは「ムラさん」と呼ばれており、彼らとはうまくやってきた。1年後に定年を控えている。紅子から達人が翔と入れ替わっていることなどを聞かされている。

福来昴流、三宿無敵
演 - 優太、仮屋そうめん（青色一号）
ふたりで決闘しようとしたところを陣内に制圧されたヤンキー。

小門井角茂
演 - 寺坂頼我
高齢者相手に還付金詐欺をおこなう大学生。

三条佳代
演 - 篠塚登紀子
還付金詐欺に遭った高齢女性。

四方久仁子
演 - 仲野元子
丸川の機転で詐欺から免れた高齢女性。

##### 第6話
工藤瑞穂（くどう みずほ）
演 - 駒井蓮（幼少期：池村碧彩）
危多漢闘に引っ越してきたという真面目そうな女子高生。地元は怖苦悪禍（ふくおか）の鬼多急襲（きたきゅうしゅう）で、男のヤンキーはいるがレディースはいないため、レディースに憧れていたことから剣司とともにレディース紅に入れてほしいと直子に直談判してきた。街スケのファン。

工藤剣司
演 - 味方良介（声：池亀瑠真）
瑞穂の兄。性自認は女性。コートを纏って顔を隠したレディース「真帝麗羅（シンデレラ）」を名乗ってヤンキー狩りを行っていた。

ヤンキー
演 - 中里信之介
剣司にヤンキー狩りされた。

##### 第7話
茶門日高（ちゃもん ひだか）
演 - 高岸宏行（ティモンディ）
キヨトの秘書兼ボディガード。借金まみれで一家心中寸前であったところをキヨトに拾われ、金のために彼の犬となる。
キヨトの計画に異議を唱えたことで用済みとして、彼と手を組んでいた東城に袋叩きにされる。

小金呉夫、加瀬木泰三
演 - 折田智久、ともやっぷ（いずれもサルベース）
グランドクロスのメンバーたちが賞金首になったことで黒田を狙うヤンキー。

尾張最吾、遠藤羅州斗
演 - 村田凪（最終話）、木田佳介（最終話）
賞金首になった大門を襲ったヤンキー。だが、大門によって返り討ちに遭うが、東城の介入によって事なきを得る。
その後、達人も襲うが、東城たちに襲われる大門の動画を見たグランドクロスのメンバーたちが駆けつけたことで、逃走する。

##### 最終話
仲野
演 - 二瓶有加
大門が入院した威罵羅鬼総合病院の看護師。大門の脈が止まって亡くなったと勘違いし、大騒ぎになる。

青山弘志
演 - 荒川浩平
威罵羅鬼総合病院・医師。

ヤンキー
演 - 優太、藤本悟
学生時代のキヨトを襲撃したヤンキー。

### スタッフ
- 原作 - 夏原武（原作）・刃森尊（漫画）『伝説の頭 翔』（講談社「週刊少年マガジン」所載）[1]
- 脚本 - 古家和尚[1]
- 音楽 - 桶狭間ありさ[1]
- 主題歌 - TREASURE「REVERSE」（YGEX）[65]
- 劇中歌 - 古くさい街角のスケ番ズ「バッキャロー！LOVE」（テレビ朝日ミュージック）[8][66]
- アクション監督 - 大道寺俊典
- 監督 - 住田崇、近藤啓介、植田尚[1]
- ゼネラルプロデューサー - 横地郁英（テレビ朝日）[1]
- プロデューサー - 高崎壮太（テレビ朝日）、神通勉（MMJ）、倉田知奈（MMJ）[1]
- 制作 - テレビ朝日、MMJ[1]

### 放送日程
| 話数                                                         | 放送日  | サブタイトル                                      | 監督     | 視聴率 |
| ------------------------------------------------------------ | ------- | ------------------------------------------------- | -------- | ------ |
| 第1話                                                        | 7月19日 | このオトコ、最強で、最弱。                        | 住田崇   |        |
| 第2話                                                        | 7月26日 | アイドルと密室カラオケ!最弱ヤンキーにモテキ到来!? | 住田崇   |        |
| 第3話                                                        | 8月02日 | 写真流出でアイドル大炎上!?怒りの回し蹴り!         | 近藤啓介 |        |
| 第4話                                                        | 8月09日 | 失恋大王VSイケメン詐欺師!?AV斡旋の闇を暴け!       | 植田尚   |        |
| 第5話                                                        | 8月16日 | セクシー美人警官と密室タイマン取り調べ!?          | 近藤啓介 |        |
| 第6話                                                        | 8月23日 | 最凶レディース『真帝麗羅（シンデレラ）』の謎!     | 住田崇   |        |
| 第7話                                                        | 8月30日 | 最終章!危多漢闘のヤンキー全滅!?さらば友よ!        | 植田尚   |        |
| 最終話                                                       | 9月06日 | さらば、伝説の頭!いじめられっ子が世界を救う!?     | 住田崇   |        |
| （視聴率はビデオリサーチ調べ、関東地区・世帯・リアルタイム） |         |                                                   |          |        |

- 第2話・第3話は『パリオリンピック応援宣言』放送のため10分繰り下げ、23時25分 - 翌0時25分に放送された。
- 第4話は『パリオリンピック応援宣言』と『熱闘甲子園』放送のため40分繰り下げ、23時55分 - 翌0時55分に放送された。
- 第5話・第6話は『熱闘甲子園』放送のため30分繰り下げ、23時45分 - 翌0時45分に放送された。

| テレビ朝日系 金曜ナイトドラマ           | テレビ朝日系 金曜ナイトドラマ          | テレビ朝日系 金曜ナイトドラマ          |
| 前番組                                  | 番組名                                 | 次番組                                 |
| --------------------------------------- | -------------------------------------- | -------------------------------------- |
| JKと六法全書 （2024年4月19日 - 6月7日） | 伝説の頭 翔 （2024年7月19日 - 9月6日） | 無能の鷹 （2024年10月11日 - 11月29日） |

## スピンオフドラマ
『頭たちの仁義なき頭脳戦』（ヘッドたちのじんぎなきブレインバトル）のタイトルで、動画配信サービス「TELASA」にて、本編の第3話放送終了後、8月3日（2日深夜）から配信されている。

### キャスト（スピンオフドラマ）
- 伊集院翔 / 山田達人 - 高橋文哉
- 瀬山大護 - 金城碧海（JO1）
- 東城真 - カルマ
- 松川楓 - 菅原咲月（乃木坂46）

### スタッフ（スピンオフドラマ）
- 原作 - 夏原武（原作）・刃森尊（漫画）『伝説の頭 翔』（講談社「週刊少年マガジン」所載）
- 脚本 - 保木本真也
- 音楽 - 桶狭間ありさ
- 監督 - 鈴木菜音
- 主題歌 - TREASURE「REVERSE」（YGEX）
- ゼネラルプロデューサー - 横地郁英（テレビ朝日）
- プロデューサー - 高崎壮太（テレビ朝日）、神通勉（MMJ）、倉田知奈（MMJ）
- 制作 - テレビ朝日、MMJ

### 配信日程（スピンオフドラマ）
| 話数  | 配信日  |
| ----- | ------- |
| 第1話 | 8月03日 |
| 第2話 | 8月17日 |